# Glypta infumata
Glypta infumata är en stekelart som beskrevs av Walley 1934. Glypta infumata ingår i släktet Glypta och familjen brokparasitsteklar. Inga underarter finns listade i Catalogue of Life.